# Daniel Pacheco
Daniel „Dani” Pacheco Lobato (Málaga, 1991. január 5.) spanyol labdarúgó, csatár, jelenleg a Málaga játékosa.

## Pályafutása
A Barcelona ificsapatának egyik csillagaként emlegették, a csapattársai sok gólja miatt elnevezték  El Asesino-nak, vagyis „A gyilkos”-nak. Pacheco 2008. február 5-én játszott először a Liverpool tartalékcsapatában Bolton Wanderers FC ellen, és egyből gólt lőtt. 2008 áprilisában Pacheco adott egy jó 45 méter hosszúságú passzt, amiből Németh Krisztián gólt lőtt a Blackburn Rovers elleni mérkőzésen és ezzel a Liverpool bebiztosította, hogy megnyerjék a tartalék-bajnokságot.
A nagycsapatban a Bajnokok Ligájában gólpasszt adott David N’Gognak és ezzel verték 1–0-ra az Unirea Urzicenit.

## Sikerei, díjai
- Liverpool Utánpótlás
  - Dallas Kupa: győztes (2008)
  - Premier Utánpótlás-liga Északi csoport: győztes (2007–08)
  - Premier Utánpótlás-liga nemzeti bajnokság: győztes (2007–08)
- Real Betis
  - Segunda División: bajnok (2014–15)
- Deportivo Alavés
  - Segunda División: bajnok (2015–16)
- Spanyolország U19
  - Európa-bajnokság: ezüstérmes (2010)
  - Európa-bajnokság: gólkirály (2010)

## Továbbin információk
- Daniel Pacheco adatlapja a Soccerway oldalon (angolul)